# Microcharops anticarsiae
Microcharops anticarsiae là một loài tò vò trong họ Ichneumonidae.